# Elbow engine

Einzylinder-Ellbogenmaschine-Prinzipmechanismus

Die Elbow-Engine ist eine Kraftmaschine, die Gasdruck von eingespeistem Druckgas – Dampf oder Pressluft – in mechanische Arbeit umsetzt.
Der Name leitet sich von englisch elbow = Winkelstück eines Rohrs ab.
Solche rechtwinkligen Winkelstücke zylindrischer Rohre durchdringen zwei dicke (Kreis-)Scheiben, die rechtwinklig zueinander drehbar gelagert sind. Dieser mechanische Aufbau bildet eine Hobsonkupplung zwischen zwei Drehbewegungen mit rechtwinklig zueinander stehenden, sich geometrisch schneidenden Achsen.
Die zylindrischen Bohrungen in den Scheiben führen jeden Rohrschenkel axial leicht drehbar und verschieblich doch möglichst knickfest und gasdicht. Gasmässig wirken hier Rohr und Scheibe zusammen wie Zylinder und Kolben einer Kolbenmaschine.
Die Rohre können, gesteuert durch Ventile, vom Gas durchströmt werden. Der Gasraum auf der Rückseite der Scheiben ist mechanisch fest abgeschlossen.
Zugunsten der Ausbildung einer möglichst andauernden Durchströmung sind mindestens 2 Rohrwinkel nötig, für besseren Rundlauf jedoch mindestens 3.
Gesamtheitlich betrachtet erfolgt der Ein- und auch Auslass das gasförmigen Druckmediums an nur einer Scheibe. Die Rohre werden gegenläufig durchströmt, an der zweiten Scheibe erfolgt eine Umlenkung und eventuell Umverteilung des Gasstroms.
Längs der Winkelrohre tritt durch Strömungswiderstand ein Abfall des statischen Drucks, dadurch eine Volumsvergrößerung des Gases und damit ein Anstieg seiner Strömungsgeschwindigkeit auf.
Die Elbow-Engine findet eigentlich keine technische Anwendung, wird jedoch gern als Demonstrationsmodell gebaut – wegen ihrer einzigartigen Funktionsweise.

## Funktionsweise

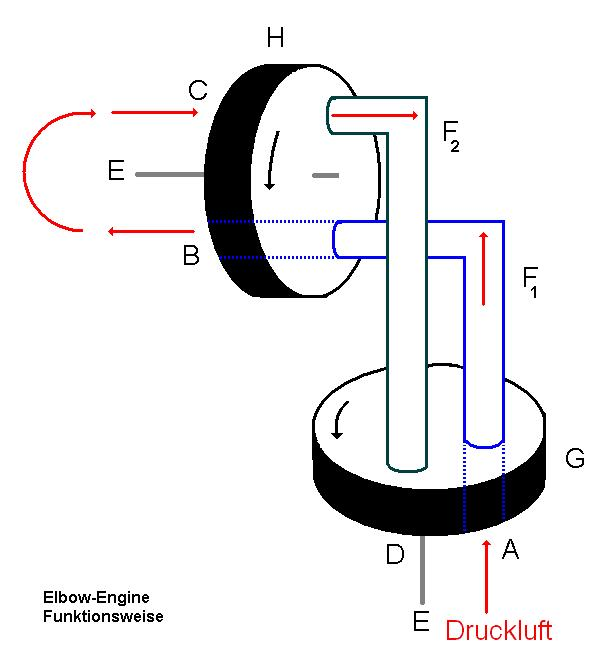
Funktionsweise der Elbow-Engine. – Fehlerhaft dargestellt ist der Drehsinn einer Scheibe: Die Scheiben müssen sich so zueinander drehen, wie wenn sie – etwas vergrößert – als Reibradpaar aufeinander wirken würden.

Die vereinfachte Grafik rechts soll das Funktionsprinzip zeigen. Zwei Metallscheiben (G und H) sind drehbar auf den Achsen E angeordnet. Die Achsen stehen senkrecht zueinander. Die Scheiben sind mit Bohrungen versehen, in denen die Kolben (F1 und F2) beweglich eingepasst sind – beim blauen Kolben durch die gestrichelte Linie angedeutet. In der Praxis sollten es mindestens drei Kolben sein, der Übersichtlichkeit halber sind nur zwei eingezeichnet. Die Kolben selbst bestehen aus einem runden Rohr.
A, B, C und D stellen die Ventile dar. Vom Austrittsventil B gibt es eine Verbindung zum Einlassventil C.
Einlassventil A sei geöffnet und Auslassventil D geschlossen. Die Druckluft strömt in den Kolben F1 und versucht diesen nach 'Oben' zu drücken – dieser ist ja verschiebbar in die Scheibe eingepasst. Durch die Aufwärtsbewegung wird die linke Scheibe linksherum gedreht. Die Druckluft strömt weiter in Kolben F2. Dieser wird dadurch nach rechts gedrückt und dreht damit die untere Scheibe ebenfalls linksherum. Erreichen die Kolben ihren Totpunkt, werden die Einlassventile geschlossen und die Auslassventile geöffnet.
Fehlt nur noch die Ventilsteuerung, die dafür sorgt, dass in jeweils den Kolben, der sich in Aufwärtsbewegung befindet, die Druckluft einströmen kann. Das wird durch jeweils eine feststehende Scheibe mit entsprechenden Bohrungen erreicht, die unterhalb der unteren Scheibe und links von der linken Scheibe angeordnet ist (nicht in der Grafik eingezeichnet).
Die mechanische Energie kann an einer der beiden Scheiben abgenommen werden, die dann auch mit einem Schwungrad gekoppelt wird. Man beachte, dass generell die beiden Scheiben nur über die Kolben miteinander gekoppelt sind. Die Achsen haben keine Verbindung miteinander.